# Водославка
Водосла́вка — село в Україні, у Новотроїцькій селищній громаді Генічеського району Херсонської області. Населення становить 195 осіб. До 2020 орган місцевого самоврядування — Новомихайлівська сільська рада.

## Історія
12 червня 2020 року, відповідно до розпорядження Кабінету Міністрів України № 713-р «Про визначення адміністративних центрів та затвердження територій територіальних громад Запорізької області», увійшло до складу Новотроїцької селищної громади.
17 липня 2020 року, в результаті адміністративно-територіальної реформи та ліквідації  Новотроїцького району, увійшло до складу Генічеського району.
24 лютого 2022 року село тимчасово окуповане російськими військами під час російсько-української війни.

## Населення

### Мова
Розподіл населення за рідною мовою за даними :
| Мова            | Кількість | Відсоток |
| --------------- | --------- | -------- |
| українська      | 173       | 88.72%   |
| російська       | 18        | 9.23%    |
| білоруська      | 3         | 1.54%    |
| інші/не вказали | 1         | 0.51%    |
| Усього          | 195       | 100%     |